# Ејл (пиво)
Ејл је врста пива које се припрема топлом ферментацијом, која даје сладак, пун и воћни укус. Историјски, појам се односио на пиће које ферментира без хмеља.
Као и код већине пива, ејл обично има горко средство за балансирање слада које делује и као конзерванс. У ејл пиву је првобитно горак укус добијан са груитом (или грутом), мешавином биља или зачина куваних у сладовини пре ферментације. Касније је хмељ заменио груит као средство за постизање горког укуса.

## Етимологија
Реч ејл (ale) повезана је са старо енглеским alu или ealu. Сматра се да потиче од прото-индо-европског корена *alu-, преко прото-германског *aluth-. Ово је сродно старо саксонском alo, данском, норвешком, шведском, фарском, исландском öl/øl, финском olut, естонском õlu, старо бугарском olu, словенском ol, старо пруском alu, литванском, летонском alus.

## Историја ејл пива
Ејл је био важан извор исхране у средњовековном свету. То је био један од три главна извора житарица на почетку 14. века у Енглеској, заједно са чорбом и хлебом. Научници верују да житарице чине око 80% уноса калорија код пољопривредних радника и 75% код војника. Чак су и племићи добијали око 65% својих калорија из житарица. Мало пиво, познато и као стоно или благо пиво, које је било високо хранљиво, садржавало је довољно алкохола да делује као конзерванс и пружало је хидратацију без опојних ефеката. Мало пиво свакодневно би конзумирали готово сви, укључујући децу, у средњовековном свету, а ејл пива са више алкохола служили су у рекреативне сврхе. Нижи трошкови за власнике у комбинацији са нижим порезима који су се наплаћивали за мала пива довели су до продаје пива са ознаком "јако пиво" које је заправо разблажено малим пивом. У средњовековно доба ејл је вероватно био сигурнији за пиће од воде (теорија болести од клица није била позната, а стерилизациона својства кувања непозната). Алкохол, хмељ и неки састојци у груиту који се користио за очување неких ејл пива можда су допринели мањем садржају патогена, у поређењу са водом. Међутим, ејл је био знатно сигурнији због сати кључања потребног за производњу, а не због алкохола у готовом напитку. 
Записи из средњег века показују да се ејл конзумирало у огромним количинама. 1272. муж и жена који су се повукли у опатију Селби добијали су по 2 галона ејл пива дневно са две векне белог хлеба и једном векном смеђег хлеба. Монаси у Вестминстерској опатији конзумирали су 1 галон ејл пива сваки дан. 1299. године, домаћинство племића Хенри Де Лејсија куповало је у просеку 85 галона пива дневно а 1385-6. године Фремлингем Палата конзумирала је 78 галона дневно.
Производња ејл пива у средњем веку била је локална индустрија којом су се претежно бавиле жене. Жене би производиле ејл у кући за домаћу потрошњу и малу комерцијалну продају. Обезбеђивале су значајан додатни приход за породице; међутим, само у неколико одабраних случајева, као што је случај са удовицама, пиварство се сматрало примарним дохотком домаћинства.

## Модерно ејл пиво
Ејл се обично ферментира на температурама између 15 и 24 °C. На температурама изнад 24 °C квасац може да произведе значајне количине естара и других секундарних ароматичних производа, а резултат је често пиво са благо „воћним“ аромама које подсећају на воће, као што су јабука, крушка, ананас, банана, шљива, трешња или сува шљива. 

## Сорте ејл
Најчешће врсте ејл пива су браон (тамни) ејл, светли ејл, India Pale Ale (IPA), златни, шкотски, благи, Бартон, стари, белгијски, ејл из бурета.   